# Tomoko Muramatsu
Tomoko Muramatsu (jap. 村松 智子, Muramatsu Tomoko; * 23. Oktober 1994 in Setagaya) ist eine japanische Fußballspielerin.

## Karriere

### Verein
Sie begann ihre Karriere bei Nippon TV Beleza. Sie trug 2015, 2016, 2017 und 2018 zum Gewinn der Nihon Joshi Soccer League bei.

### Nationalmannschaft
Mit der japanischen U-17-Nationalmannschaft qualifizierte sie sich für die U-17-Weltmeisterschaft der Frauen 2010.
Im Jahr 2015 debütierte Muramatsu für die japanischen Nationalmannschaft. Insgesamt bestritt sie vier Länderspiele für Japan.

## Errungene Titel

### Mit Vereinen
- Nihon Joshi Soccer League: 2015, 2016, 2017, 2018